# 一ノ瀬綾
一ノ瀬 綾（いちのせ あや、1932年6月19日 - 2025年2月17日）は、日本の作家。本名は掛川たつよ。
長野県小県郡武石村（現上田市）出身。上田高等女学校卒業後、農業に従事ののち上京する。1968年「春の終り」で農民文学賞、1975年「黄の花」で田村俊子賞受賞。

## 著書
- 『黄の花』創樹社 1976
- 『独り暮らし』筑摩書房 1982
- 『それぞれの愛』筑摩書房 1984
- 『生き継ぎて』筑摩書房 1985
- 『そして、夏へ』筑摩書房 1987
- 『幻の碧き湖 古沢真喜の生涯』筑摩書房 1992
- 『家族のゆくえ』風濤社 2001
- 『ひとりを生きる』風濤社 2004